# Herbert Renoth
Herbert Renoth (ur. 5 lutego 1962 w Berchtesgaden) – niemiecki narciarz alpejski reprezentujący RFN. Zajął 22. miejsce w gigancie na igrzyskach w Sarajewie w 1984 r. co jest jego najlepszym wynikiem olimpijskim. Jego najlepszym wynikiem na mistrzostwach świata było 12. miejsce w supergigancie na mistrzostwach w Crans-Montana. Najlepsze wyniki w Pucharze Świata osiągnął w sezonie 1986/1987, kiedy to zajął 41. miejsce w klasyfikacji generalnej, a w klasyfikacji supergiganta był szósty.

## Sukcesy

### Puchar Świata

#### Miejsca w klasyfikacji generalnej
- 1980/1981 – 60.
- 1983/1984 – 74.
- 1984/1985 – 87.
- 1985/1986 – 71.
- 1986/1987 – 41.
- 1988/1989 – 92.

#### Miejsca na podium
1. Sankt Anton am Arlberg – 1 lutego 1981 (kombinacja) – 3. miejsce